# Fran Pilepić
 Ovo je glavno značenje pojma Fran Pilepić. Za druga značenja pogledajte Fran Pilepić (razdvojba).
Fran Pilepić (Rijeka, 10. srpnja 1838. – Rijeka, 13. travnja 1890.) je bio hrvatski jezikoslovac, pravnik, predavač i političar.
Bio je pripadnik riječke filološke škole. 1860-ih godina okrenuo se od jezikoslovnog rada, te se posvetio pravu i radu kao javni bilježnik u Delnicama. Radio je i kao predavač u Bakarskoj pomorskoj školi za povijest i talijanski jezik. 
Bio je odbornik Narodne čitaonice riječke, surađivao je u tadašnjim časopisima. Kasnije je stekao status uvaženog riječkog odvjetnika, a dao se i u politički život. Bio je aktivan član Starčevićeve Stranke prava. Bio je i biran u Sabor, gdje je bio poznat kao žučni branitelj pravaških stavova.